# Gabrielle Weidner
Gabrielle Weidner, född den 17 augusti 1914 i Bryssel, död den 17 februari 1945 i Königsberg) var en betydande fransk deltagare i motståndsrörelsen under andra världskriget. 

## Biografi
Gabrielle Weidner växte upp i Collonges-sous-Salève, Frankrike, nära den schweiziska gränsen, som dotter till holländska föräldrar. Hon gick skola på hemorten och i London. Då kriget bröt ut bodde hon i Paris där hon arbetade inom kyrkan. Hon flydde då till södra delen av landet med sin bror Johan Hendrik Weidner. Efter upprättandet av Vichyregimen återvände hon till Paris. Hennes bror åkte istället till Lyon där han grundade det hemliga nätverket "Dutch-Paris". I Paris arbetade hon för Sjundedagsadventisterna, men också i hemlighet tillsammans med sin bror och andra frivilliga för att hjälpa folk att fly från nazisterna. Tillsammans räddade gruppen minst 1000 personer, inklusive 800 judar. Den 26 februari 1944 blev hon dock arresterad tillsammans med 140 andra medlemmar i nätverket. Hon förhördes och misshandlades i fängelset Fresnes i Paris. Därefter skickades hon i en boskapsvagn på tåget till koncentrationslägret Ravensbrück i Tyskland. Även där fick hon utstå omänsklig behandling, bland annat misshandel och slavarbete. Den 17 februari dog hon av undernäring i ett satellitläger till Ravensbrück, ett fåtal dagar efter att ryska trupper befriat lägret.